# Jack Kent
Pour les articles homonymes, voir Kent (homonymie).
Jack Kent (né le 10 mars 1920 et mort le 18 octobre 1985) fut un auteur prolifique et l'illustrateur de près de quarante livres pour enfants. En plus de ses propres livres, il fut aussi l'illustrateur d'une vingtaine de livres d'autres auteurs.

## Carrière
Né à Burlington aux États-Unis, Kent quitta le lycée à l'âge de quinze ans et commença sa carrière en tant qu'artiste commercial indépendant jusqu'à ce qu'il rejoigne l'armée des États-Unis en 1941. Son premier ouvrage nationalement reconnu fut la bande dessinée King Aroo qui fut licenciée et distribuée internationalement de 1950 à 1965. Il commença à écrire et illustrer des livres pour enfants en 1968. Il continua jusqu'en 1985 où il mourut de leucémie.

## Récompenses
Le livre Just Only John de Jack Kent reçut les récompenses de Chicago Graphics Associates et de Children's Book Clinic. Le New York Times nomma son livre M.. Meebles le livre illustré de l'année.

## Œuvres choisies
- 1988 Joey Runs Away
- 1988 The Caterpillar and the Polliwog
- 1985 The Wizard
- 1976 There's No Such Thing as a Dragon
- 1974 Bremen Town Musicians
- 1974 Hop, Skip, Jump
- 1972 Dooley and the Snortsnoot
- 1970 M.. Meebles
- 1969 Grownup Day
- 1968 Just Only John